# سیارک ۷۱۶۴
سیارک ۷۱۶۴ (به انگلیسی: 7164 Babadzhanov، نامگذاری:1984ET) هفت هزار و صد و شصت و چهارمین سیارک کشف شده‌است که در ۶ مارس ۱۹۸۴ کشف شد.
قدر مطلق سیارک برابر ۱۳٫۵۰ است.